# Advanced Forensic Format
Das Advanced Forensic Format (AFF) ist eine Spezifikation für ein Dateiformat und die dazugehörige Software in der Computerforensik.
Die unter einer modifizierten BSD-Lizenz veröffentlichte Software erstellt ein Image eines beliebigen Datenträgers und komprimiert dieses. AFF ermöglicht es, im komprimierten Image Dateien auszulesen, eine Funktionalität, welche mit üblichen Packern wie gzip nicht möglich ist.
Die AFF-Datei besteht aus beliebig vielen Segmenten, aufgebaut aus Header, Data Payload und Footer. Ein Segment ist immer das erstellte Image, in den anderen können Meta-Informationen wie Erläuterungen und Ergänzungen zu dem forensischen Projekt abgelegt werden.
Das Softwarepaket von AFF ist in Form einer Programmbibliothek in allen POSIX-Systemen nutzbar und kann die Image-Dateien transparent als Datenträger mounten. AFF nutzt die Kompressionsbibliothek zlib und für die Erstellung von Hash-Werten die OpenSSL-Bibliotheken.